# Oxyopes russoi
Oxyopes russoi là một loài nhện trong họ Oxyopidae.
Loài này thuộc chi Oxyopes. Oxyopes russoi được Lodovico di Caporiacco miêu tả năm 1940.